# Батальон Рубениса
Батальон лейтенанта Роберта Рубениса — войсковое подразделение, входившее в состав Группы генерала Курелиса. Батальон состоял из 450 человек. Командиром батальона был лейтенант латвийской армии и офицер Латышского легиона Роберт Рубенис (латыш. Roberts Rubenis; 1917—1944).

Лейтенант Роберт Рубенис. Фото 1939 г.

## История
Генерал Янис Курелис не поддерживал формирование Латышского легиона СС. Он планировал создание собственной военной силы, независимой от немецкого командования, для последующей борьбы с Красной армией в её тылу. Создание и вооружение такой группы началось в июле 1944 года.
Однако немцы были категорически против такого варианта. Получив достаточно сведений о том, что Курелис готовится выйти из повиновения, 14 ноября 1944 года группу Курелиса (неполный полк) окружили, накрыли миномётным огнём и заставили сдаться. 8 офицеров штаба отдали под трибунал. Остальные военнослужащие были разоружены, часть из них отправили в Латышский легион, а других в Штуттгофский концлагерь.
Батальон лейтенанта Роберта Рубениса был дислоцирован отдельно от остальной группы Курелиса; немецкая авиация обнаружила его дислокацию 6 ноября. В районе Ренды батальон задержал капитана немецкой жандармерии, который утверждал, что немцы не будут преследовать группу Рубениса в Кулдигском уезде.
17 ноября состоялась встреча с командиром немецкой стороны Фридрихом Еккельном. Еккельн предложил батальону Рубениса сдаться, пригрозив уничтожением. Несмотря на то, что батальон Рубениса к тому времени был окружён с трёх сторон, его бойцы единогласно решили дать отпор.
18 ноября 1944 года батальон лейтенанта Роберта Рубениса вступил в первый бой с подразделениями СС под командованием обергруппенфюрера Фридриха Еккельна, входившими в состав 16-й армии Вермахта. Батальон Рубениса был хорошо вооружён и организован. С немецкой стороны выступал усиленный батальон из 4 рот. Каждая рота была укомплектована 140 солдатами, на вооружении которых были миномёты и тяжёлые противотанковые пушки. В этом бою лейтенант Рубенис был смертельно ранен, однако его бойцам удалось выйти из окружения. Батальон потерял 50 человек убитыми.
Девятнадцатого ноября вступивший в командование батальоном Александр Друвиньш разрешил отправиться  домой тем, кто не желал воевать, а с  остальными продолжил сражаться против нацистов. После одного из нападений возле посёлка Злекас нацисты, которым никак не удавалось сломить сопротивление батальона, 5-9 декабря 1944 года провели карательную операцию против местных жителей: погибли 160 человек, были сожжены с людьми 22 хутора.
Седьмого декабря тяжело ранен в бою был и А.Друвиньш. 8 декабря его бойцы в очередной раз прорвались из окружения и 9 декабря окончательно разбились на мелкие группы. В боях с батальоном Рубениса  с немецкой стороны погибли командир батальона капитан Хелдс и оберштурмфюрер СС, бывший комендант Саласпилсского концлагеря Курт Краузе.
Часть выживших бойцов батальона, от 70 до 90 человек, присоединились к отряду красных партизан «Саркана булта».

## Память
В Угальской волости, в населённом пункте Силмачи, создан небольшой музей «Батальона лейтенанта Роберта Рубениса».